# Kjell Strömberg
Kjell Rutger Georg Strömberg, född 5 augusti 1893 i Husby-Rekarne församling, Södermanland, död 12 maj 1975 i Hässelby församling, Stockholm, var en svensk författare, kulturjournalist och översättare.

## Biografi
Kjell Strömberg var son till godsägaren och grosshandlaren Georg Ludvig Strömberg och Maria Cecilia Malmström. Han blev fil. lic. 1917, var litteratur- och teaterkritiker i Stockholms-Tidningen 1917–1926, i Stockholms Dagblad 1926–1930, Pariskorrespondent för Dagens Nyheter 1931–1932, för Stockholms-Tidningen 1933–1938, pressattaché i Paris 1939–1942, i Bern 1943–1945, legations- resp. ambassadråd i Paris 1945–1960, litterär medarbetare i Svenska Dagbladet och Le Figaro från 1961.
"S:s stora insats är fr allt hans levande o av lärdom fyllda presentationer av fr allt franska författare o kulturpersonligheter inte minst i deras förbindelse m Sverige." (Litteraturlexikon, 1974)

### Översättningar
- Gustave Flaubert: Madame Bovary (reviderad översättning av Kjell R. G. Strömberg) (Bonnier, 1926)
- Paul Valéry: En afton med herr Teste (Geber, 1935)
- Charles de Gaulle: Memoarer i hoppets tecken: 1958-1962: förnyelsen (Mémoires d'espoir. 1, Le renouveau, 1958-1962) (Bonnier, 1971)